# انعام الحق (دیپلمات)

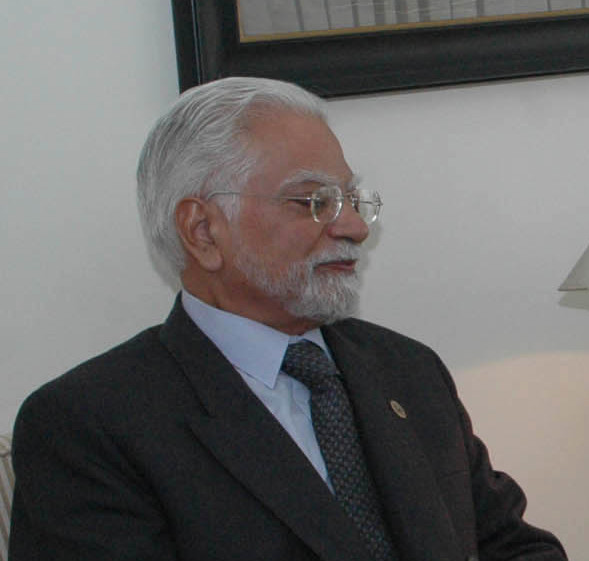
انعام الحق (انگلیسی: Inam-ul-Haq؛ زادهٔ ۱۰ نوامبر ۱۹۴۰) سیاستمدار و دیپلمات اهل پاکستان

انعام الحق (انگلیسی: Inam-ul-Haq؛ زادهٔ ۱۰ نوامبر ۱۹۴۰) سیاستمدار و دیپلمات اهل پاکستان است. وی از سال ۲۰۰۷ تا سال ۲۰۰۸ وزیر امور خارجه پاکستان بوده‌است.